# Antoni Łaciak
Antoni Jan Łaciak, född 23 juni 1939 i Szczyrk, död 6 februari 1989 i Katowice, var en polsk backhoppare som tävlade för LZS Skrzyczne Sczyrk (1950 - 1975) och WKS Zakopane (1960–1962).

## Karriär
Antoni Łaciak debuterade internationellt i Tysk-österrikiska backhopparveckan säsongen 1961/1962 utan nämnvärda framgångar. I Skid-VM 1962 i Zakopane vann han något överraskande en silvermedalj i normalbacken, bara slagen av Toralf Engan, Norge. I stora backen tog han sjätteplatsen.
Säsongen 1962/1963 fick han sitt bästa resultat i backhopparveckan, både i en dältävling (åttondeplats i Garmisch-Partenkirchen 1 januari 1963) och totalt i backhopparveckan med en sjundeplats.
Vid Olympiska Spelen 1964 i Innsbruck hoppade han 95,1, 99,2 och 91,7 meter, och tog en 34. plats i tävlingen.
Antoni Łaciak hade det officiella backrekordet i backen Skarpa i Warszawa med 40,5 meter. Łaciaks personbästa var 123 meter i Kulm, Österrike 1962.